# Take a Look Inside
Take a Look Inside är det australiska punkrockbandet Bodyjars debutalbum, första gången utgivet i september 1994.

## Låtlista
1. "Do Not Do"
2. "Time to Grow Up"
3. "Gee and Al"
4. "So Easy"
5. "Nothing's Clear"
6. "Joker"
7. "2 Many Times"
8. "Double Standard"
9. "Punk Ass"
10. "Hardway"
11. "Parking Space"
12. "Take a Look Inside"

### Fotnoter
1. ↑  ”Take a Look Inside”. Bodyjar.com. http://www.bodyjar.com/releases/discog/albums_tali/releases_tali.html. Läst 30 april 2012.